# Källaren Fimmelstång

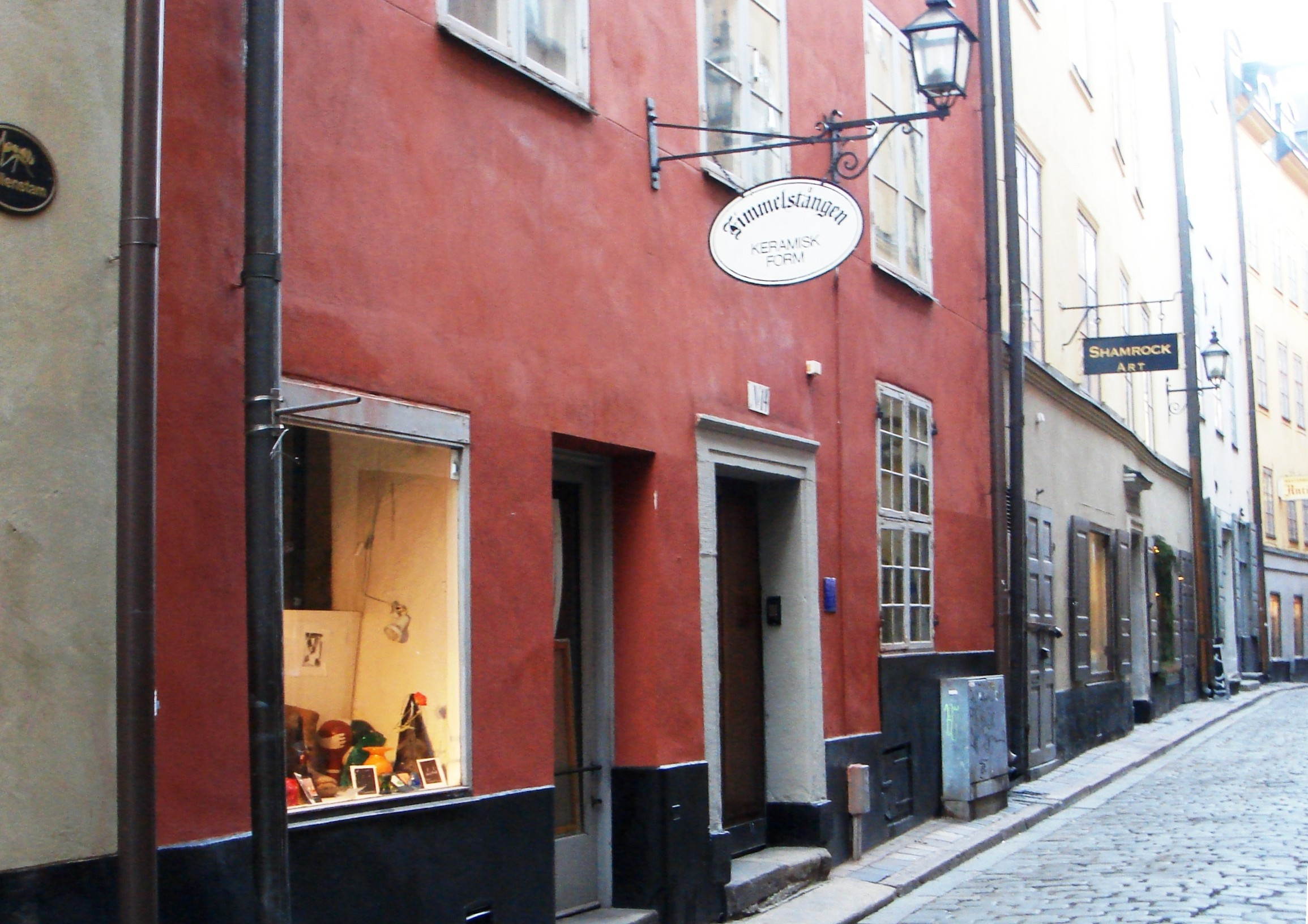
Kindstugatan 14

Källaren Fimmelstång var en krog som på 1600-talet låg i kvarteret Cepheus på nuvarande Kindstugatan 14, Gamla stan i Stockholm. "Fimmelstång" är ett äldre ord för vagnskakel.
Huset uppfördes 1673 av rådmannen Joel Hörner. Det var här som Lasse Lucidor dödades den 12 augusti 1674. Lucidor blev osams först med häradshövding Samuel Furubom och sedan löjtnant Arvid Storm. Orsaken till bråket, som framgår av rättegångsprotokollen från Stockholms kämnärsrätt, var att båda försökte skåla med Lucidor, som dock inte besvarade skålen. Snart hade Lucidor och Storm dragit sina värjor; Lucidor stacks ner och avled. Namnet "Fimmelstången" levde kvar på skylten som hängde utanför en keramikbutik.  
På källaren Fimmelstången heter också en dikt av Nils Ferlin ur diktsamlingen Från mitt ekorrhjul från år 1957, där Ferlin dramatiserar en tänkt scen från Lucidors sista natt på krogen i fråga.